# نوینبورگ آم راین
شهر نوینبورگ آم راین (به آلمانی: Neuenburg am Rhein) در ایالت بادن-وورتمبرگ در کشور آلمان واقع شده‌است.